# Le Dernier Amour d'Arsène Lupin
Le Dernier Amour d’Arsène Lupin  est un roman policier et d'espionnage de Maurice Leblanc, écrit vers 1936 et édité la première fois chez Balland en mai 2012. 

## Publication posthume
Cette œuvre, commencée sous le titre La Dernière Aventure d’Arsène Lupin, dont on savait la possible existence, a été par chance retrouvée en 2011 « en haut d’un placard, dans une chemise beige aux crochets rouillés », par Florence Boespflug-Leblanc, petite-fille de Maurice Leblanc,.
Un avant-propos est donné par Florence Boespflug-Leblanc. Selon le vœu de la descendante, le récit a été retranscrit sans corrections à partir d’un texte dactylographié de 160 pages. Jacques Derouard, qui espérait depuis longtemps sa découverte, en a écrit la préface. Selon lui, Leblanc y aurait travaillé en septembre 1936, peu avant sa congestion cérébrale et seulement commencé à le corriger dès le début de l’année suivante « d’une main très tremblée ».  
Il y reste des défauts d’écriture et de construction et des facilités d’intrigue. Si, pour le préfacier, ce n’est donc pas le meilleur livre de Maurice Leblanc, le style est plus libéré et se ressent de l’état d’esprit de l’auteur au soir de sa vie : le fringant Lupin de la Belle Époque s’estompe (nous sommes à l’orée du Front populaire) et s’est désormais décidé, auprès d’enfants déshérités, dans une banlieue zonarde du nord de Paris, « à rendre une société plus juste » et, aussi, à distribuer toute sa fortune à des recherches scientifiques pour le bien de l’humanité.
Lors de la publication du roman, plusieurs sources contestent de manière erronée le fait que le roman soit réellement inédit. Le 22 mai 2012, un article non signé paru dans le journal Libération affirme que le roman aurait précédemment été publié en 1986 dans la collection Bouquins des éditions Robert Laffont. Le site ActuaLitté.com affirme pour sa part que le roman aurait été publié en feuilleton peu après le décès de l'auteur dans le magazine L'Auto. Les deux affirmations sont toutefois infondées. Florence Boespflug-Leblanc, ayant-droit de Maurice Leblanc et Jean-Claude Gawsewitch, directeur des éditions Balland, menacent de porter plainte devant les tribunaux, considérant que ces affirmations leur portent préjudice. L'article de Libération est finalement retiré du site internet du journal et ActuaLitté.com corrige son article.

## Résumé
En un court épisode, le prologue nous apprend qu’un trisaïeul de Lupin est un des généraux de Napoléon pour lequel il va remplir avec succès une mission singulière : rapporter la version anglaise du journal de la famille Montcalmet qui contiendrait les révélations de Jeanne d’Arc sur les « hautes directives de la politique anglaise », absentes de la version en français. Enfin, pour compléter la généalogie du héros, ce Cabot-Lupin finira par épouser la comtesse de Montcalmet. 
La suite du récit nous transporte au début des années 1920 et fait tout de suite entrer en scène une blonde demoiselle aux yeux verts : Cora, princesse de Lerne, « grande jeune femme… d’une grâce souveraine dont l’harmonie était telle qu’elle s’imposait et faisait paraître banales les plus pures beautés autour d’elle ».  Présenté auprès d’elle par le comte Hairfall, veille le fidèle capitaine André de Savery, d’une quarantaine d’années,  qui l’aime avec ardeur mais discrétion. Le suicide du prince de Lerne va précipiter les choses. Ce père fortuné, au sujet duquel Cora apprend bientôt par lord Hairfall qu’il n’est pas son père naturel — c’est, en réalité, lord Harrington, proche de la famille royale d’Angleterre —, lui a laissé une lettre où il lui déclare quitter la vie par lassitude, lui donne les meilleurs conseils pour préserver son bonheur et lui apprend qu’un de ses compagnons doit être Arsène Lupin. 
Le grand événement qui s’ensuit, relaté par les journaux, est la disparition de la fortune de Lerne transportée par avion en deux sacs totalisant quatre millions de livres-or envoyés par la Banque d'Angleterre à la Banque de France. Un transfert que Lupin surveille de très près. Après avoir mystérieusement atterri près du stade de Julainville, dans la « Zone » sise entre Gennevilliers et Pantin, les sacs ont disparu. Les forces de police et le juge d’instruction Fourvier convergent rapidement vers la « Zone » qu'ils connaissent bien grâce à leurs fréquentes interventions. Ils se dirigent tout droit vers le Zone-bar, point de chute du trio renommé des Assassins. Comme d'habitude, Lupin, qui connaît ce sinistre endroit comme sa poche, trouvera les sacs avant tout le monde, mais l’affaire ne fait que commencer.
La description de cette banlieue délaissée est l’occasion pour l’auteur de nous présenter une nouvelle facette de Lupin : l’ancien gentleman-cambrioleur, qui ne cache même pas sa véritable identité au juge Fourvier, s’est transformé en une sorte d’instructeur pour enfants dévoyés qu’il discipline, éduque, instruit avec un charisme visible, contrairement à ses anciens principes de ne subir aucune autorité, s’efforçant de leur inculquer « la morale civique, l’énergie, la propreté, la fierté… » Cette troupe lui est dévouée et l’appelle familièrement capitaine Cocorico, par allusion à son cri de ralliement. Avec l’aide de Joséphin et Marie-Thérèse, frère et sœur des plus dégourdis (et qui pourraient presque être ses enfants…), Lupin va tout faire pour contrecarrer les projets de dangereux individus et protéger sa bien-aimée dont il sait maintenant qu’il est aimé en retour. 
Le reste de l’histoire est une intrigue d’espionnage international avec pour cible le vieux « livre des Montcalmet », où les amis ne sont pas toujours des amis, mais le héros s’en tirera avec panache. Lupin sera confronté à un choix cornélien qui justifie le titre de l’ouvrage : doit-il épouser une femme qu’il aime et rentrer dans le rang en renonçant définitivement à son indépendance d’aventurier ? Ou bien conduire Cora vers un destin glorieux qui se dessine et qui compensera pour elle la fin de leur liaison sentimentale ? La décision finale viendra de Cora et elle justifie l’autre titre : La Dernière Aventure d’Arsène Lupin.